# 사피엔반도체
주식회사 사피엔반도체는 대한민국의 반도체 제조업체이다.

## 역사
2017년 울산과학기술원 교내 벤처로 설립되었다.

## 내용주
1. ↑  하나머스트7호기업인수목적와 합병을 통한 상장